# Museo Carlos Pellicer
El Museo de Arte Prehispánico «Carlos Pellicer» se encuentra localizado en Tepoztlán, Morelos. El museo es inaugurado el 24 de julio de 1965 por el expresidente de la República, Adolfo López Mateos, siendo Gobernador del Estado don Emilio Riva Palacio y lleva el nombre del reconocido poeta y museógrafo Carlos Pellicer Cámara y se enfoca a la difusión de su colección de objetos prehispánicos. El museo se encuentra en lo que antes era el granero de la Iglesia de Nuestra Señora de la Natividad. También es conocido el museo con el nombre de México por la Paz.
En este museo encontramos piezas significativas de las culturas prehispánicas, de las que sobresale un pedazo del dios Omeotochtli Tepoztecatl, con la figura representativa de «dos conejos», su adoratorio se encuentra en la cima del cerro Tepozteco.